# Деверон
Деверон (енгл. River Deveron) је река у Уједињеном Краљевству, у Шкотској. Дуга је 98 km. Улива се у Moray Firth, односно Северно море. 